# خوشبختی کاتاکوری‌ها
خوشبختی کاتاکوری‌ها (انگلیسی: The Happiness of the Katakuris) فیلمی ژاپنی در ژانر موزیکال و کمدی ترسناک به کارگردانی تاکاشی میکه است که در سال ۲۰۰۱ منتشر شد.

## بازیگران
- کنجی ساوادا - ماسائو کاتاکوری
- کیکو ماتسوزاکا - تروئه کاتاکوری
- شینجی تاکدا - ماسایوکی کاتاکوری
- نائومی نیشیدا - شیزوئه کاتاکوری
- کیوشیرو ایماوانو - ریچارد ساگاوا
- تتسورو تامبا - جینپی کاتاکوری
- نائوتو تاکناکا - گزارشگر تلویزیون
- تاماکی میازاکی - یوریه کاتاکوری
- تاکاشی ماتسوزاکی - اوتانوئومی